# Fernando de Felipe
Fernando de Felipe Allué (Saragossa, 1965) és un professor d'universitat espanyol. Exerceix, també, de guionista de cinema i televisió, i dibuixant de còmics de finals dels anys 80 i principis dels 90 del segle xx.

## Biografia i obra

### Inicis professionals
Fernando de Felipe estudià Belles Arts a la Universitat de Barcelona, inicià la seva trajectòria com a dibuixant de còmic en els anys 80 i formà part de l'Equipo Bustrófedon. En un mercat en crisi, com era l'espanyol de mitjans d'aquesta dècada i principis de la següent, va treballar en les revistes de Toutain Editor, Totem, el comix (Nacido salvaje, 1988) i Zona 84 (ADN, 1989), principalment amb guions de Óscar Aibar.
Sent ja professor a la seva Facultat de Belles Arts, Fernando de Felipe publicà Marketing & Utopía Made in USA (Zona 84, 1990), continuant així el que el crític Jordi Costa ha denominat com el seu «cicle mutant», hereu del zàping i d'autors estatunidencs com Bill Sienkiewicz, Frank Miller i Alan Moore. Va seguir, després, S.O.U.L. (1991), amb guió de Vicente Rodríguez Sánchez, i ja definitivament en solitari, El hombre que ríe i Museum, ambdues de 1992.
El 1994 va començar a serialitzar en la revista Viñetas la seva última sèrie de còmic fins a l'actualitat: Black Deker.

### Maduresa
Des de 1997 ha estat professor de la Facultat de Ciències de la Comunicació Blanquerna de la Universitat Ramon Llull. Aquell mateix any va dirigir el curtmetratge Oedipus i el següent, la col·lecció d'assajos cinematogràfics WideScreen per a Glénat Espanya.
Va ser guionista de les pel·lícules Raíces de sangre i Darkness, ambdues de 2002, i Palabras encadenadas (2003).
El febrer de 2007 va participar en l'exposició col·lectiva Aragón tierra de tebeos, juntament amb altres 23 destacats dibuixants de còmics aragonesos, celebrada al Centre Joaquín Roncal de Saragossa i comissariada per Juan Royo.

## Obra
Còmic
- 1988 Nacido salvaje amb guió d'Óscar Aibar, per a Totem, el comix (Toutain Editor)
- 1989 ADN amb guió d'Óscar Aibar, per a Zona 84 (Toutain Editor)
- 1990 Marketing & Utopía Made in USA, per a Zona 84 (Toutain Editor)
- 1991 S.O.U.L., amb guió de Vicente Rodríguez Sánchez, per a Zona 84 (Toutain Editor)
- 1992 El hombre que ríe, per a Zona 84 (Toutain Editor)
- 1992 Museum, per a Comix Internacional (Toutain Editor)
- 1994 Black Deker per a Viñetas (Ediciones Glénat).[1]

Cinema
- 1997 Oedipus, com a director
- 2002 Raíces de sangre, com a guionista
- 2002 Darkness, com a guionista
- 2003 Palabras encadenadas, com a guionista
- 2004 El maquinista, com a assessor i adaptador de guió[5]